# Железнодорожный путь

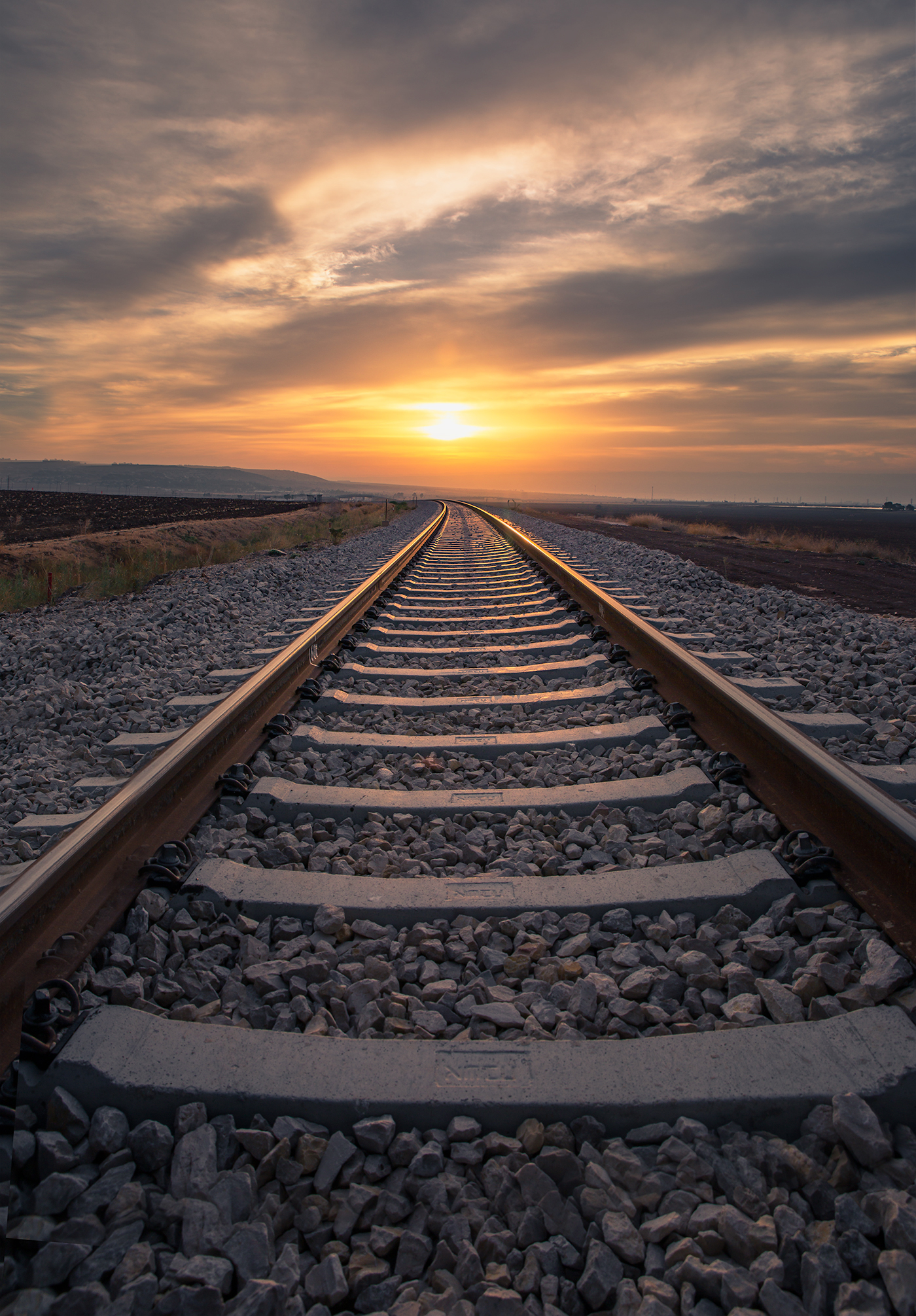
Железнодорожный путь на железобетонных шпалах

Железнодоро́жный путь — комплекс инженерных сооружений, образующих в полосе отвода дорогу с направляющей рельсовой колеёй.

## Общая часть пути
Рельсовая колея образована из рельсов, шпал, скреплений и других элементов, которые вместе составляют верхнее строение пути. Верхнее строение пути укладывают на земляное полотно, представляющее собой заранее подготовленную поверхность земли, которое в совокупности с искусственными сооружениями в местах пересечения железнодорожным путём рек, крупных ручьёв, оврагов и т. п. образуют нижнее строение пути. К устройствам железнодорожного пути также относят стрелочные переводы, водоотводные и укрепительные устройства, путевые знаки.
Постройке железной дороги предшествует проектирование, на котором в результате сравнения нескольких вариантов принимается решение о расположении в пространстве продольной оси земляного полотна линии (то есть трассы).
Расположение каждого пути на местности определяется положением его оси. За ось пути принимают продольную линию, проходящую посредине между рельсовыми нитками колеи. Учитывая, что железнодорожные линии могут быть не только однопутными, но и двухпутными, и многопутными, ось пути и линия трассы совпадают лишь на однопутных линиях.
Вид трассы линии сверху (проекция трассы на горизонтальную плоскость) называется планом железнодорожной линии. Вертикальный разрез земной поверхности и земляного полотна по трассе линии называется продольным профилем железнодорожной линии.
Уклоны профиля обозначаются в особой графе наклонной чертой, цифра над которой показывает величину уклона в тысячных долях, цифра под чертой — его протяжённость в метрах. Положение черты показывает подъём, спуск или площадку. Внизу профиля на чертеже проставляют километраж линии и показывают пикеты. Также на чертеже приводят в условном изображении план линии с указанием радиусов и длины кривых и другие характеристики. На профиле также обозначают станции, путевые здания, искусственные сооружения и пр.
Для уменьшения объёма (и стоимости) земляных работ продольный профиль проектируется с максимальным приближением к естественному очертанию земной поверхности (ровные поверхности — площадки). В местах преодоления препятствий выполняют участки железных дорог под углом к горизонту, представляемые уклонами: спусками и подъёмами. Уклон для поезда, движущегося от низшей точки к высшей, называется подъёмом, а обратно — спуском. Крутизну уклонов на железных дорогах измеряют отношением возвышения одной точки уклона над другой к горизонтальному расстоянию между ними и выражают в тысячных дробях (например, 0,005) или в тысячных (например, 5 ‰ — пять тысячных). В зависимости от крутизны и протяжённости различают:
- руководящий (расчётный) подъём — подъём, по которому определяют массу поезда,
- подъём толкания — на которых в хвост поезда ставят дополнительный локомотив (толкач),
- подъём двойной тяги — (поезда следуют с двумя локомотивами в голове).

Руководящий уклон железнодорожного пути очень незначителен (по сравнению с уклонами автомобильных дорог, например) и при проектировании новых линий не может превышать 12 ‰ на участках с тепловозной тягой или 15 ‰ на участках с электровозной тягой. На участках с большим уклоном применяется кратная тяга (подталкивание).

## Классификация
Железнодорожные пути делятся на:
1. Главные пути — это пути, соединяющие станции или другие раздельные пункты.
2. Станционные: приёмо-отправочные, сортировочные, вытяжные, погрузочно-выгрузочные, ходовые, соединительные и др. Главные станционные пути являются продолжением путей, прилегающих к станции перегонов, и не имеют отклонений на стрелочных переводах. Приёмо-отправочные пути предназначены для приёма поездов на станцию, стоянки и отправления на перегон. На крупных станциях пути, предназначенные для выполнения однородных операций, объединяют в парки. Депо́вские пути́ — станционные пути локомотивного или вагонного депо.
3. Технические: подъездные пути, предохранительные и улавливающие тупики.

## Пропускная провозная способность
Пропускной способностью железнодорожной линии называется наибольшее число поездов или пар поездов установленной массы, которое может быть пропущено в единицу времени (сутки, час) в зависимости от имеющихся постоянных технических средств, типа и мощности подвижного состава и принятых методов организации движения поездов.
Техническая оснащённость:
- Перегоны — это количество главных путей на перегонах и средств автоматики, имеющихся на данном перегоне.
- Станция — пути и автоматика (практически тоже);
- Депо — количество мест (стойл) для техобслуживания (ТО) локомотивов[2].

Пропускная способность:
- Наличная. В настоящее время.
- Потребная. Необходимая для заданных размеров движения.

Возможный объём грузовых перевозок, млн т, на данной линии в течение года называется её провозной способностью. Эта величина зависит от числа локомотивов, вагонов и других переменных средств, а также обеспеченности кадрами.

Провозную способность участка определяют максимальная интенсивность потока поездов, их средняя масса и в определённой степени конструкция подвижного состава. В свою очередь, эти величины зависят от многих технических параметров линии: профиля пути, длины станционных приёмо-отправочных путей, мощности локомотивов, ходовой скорости грузовых поездов, структуры поездопотоков и т. д. 

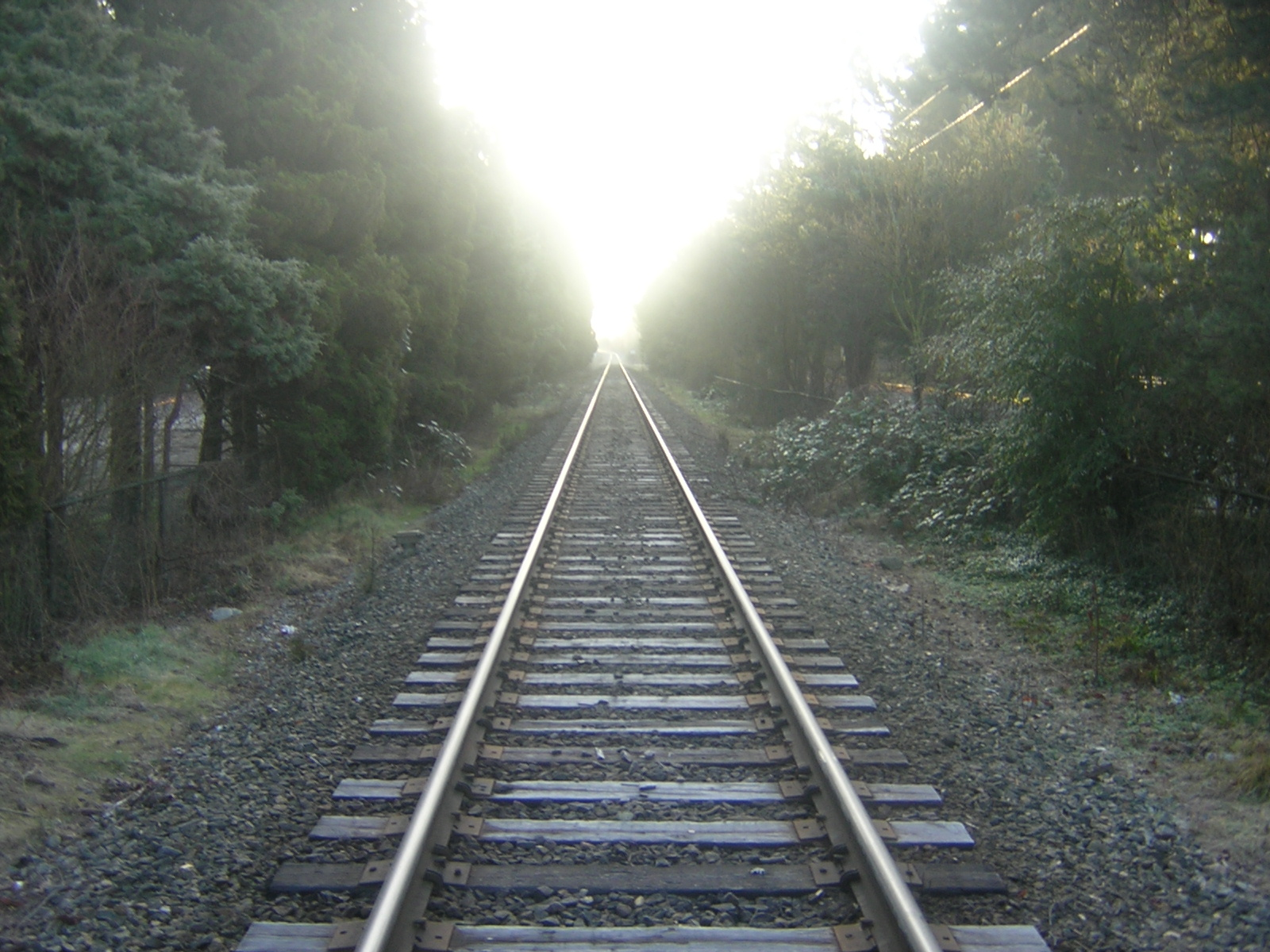
Железнодорожный путь на деревянных шпалах

## Строение пути

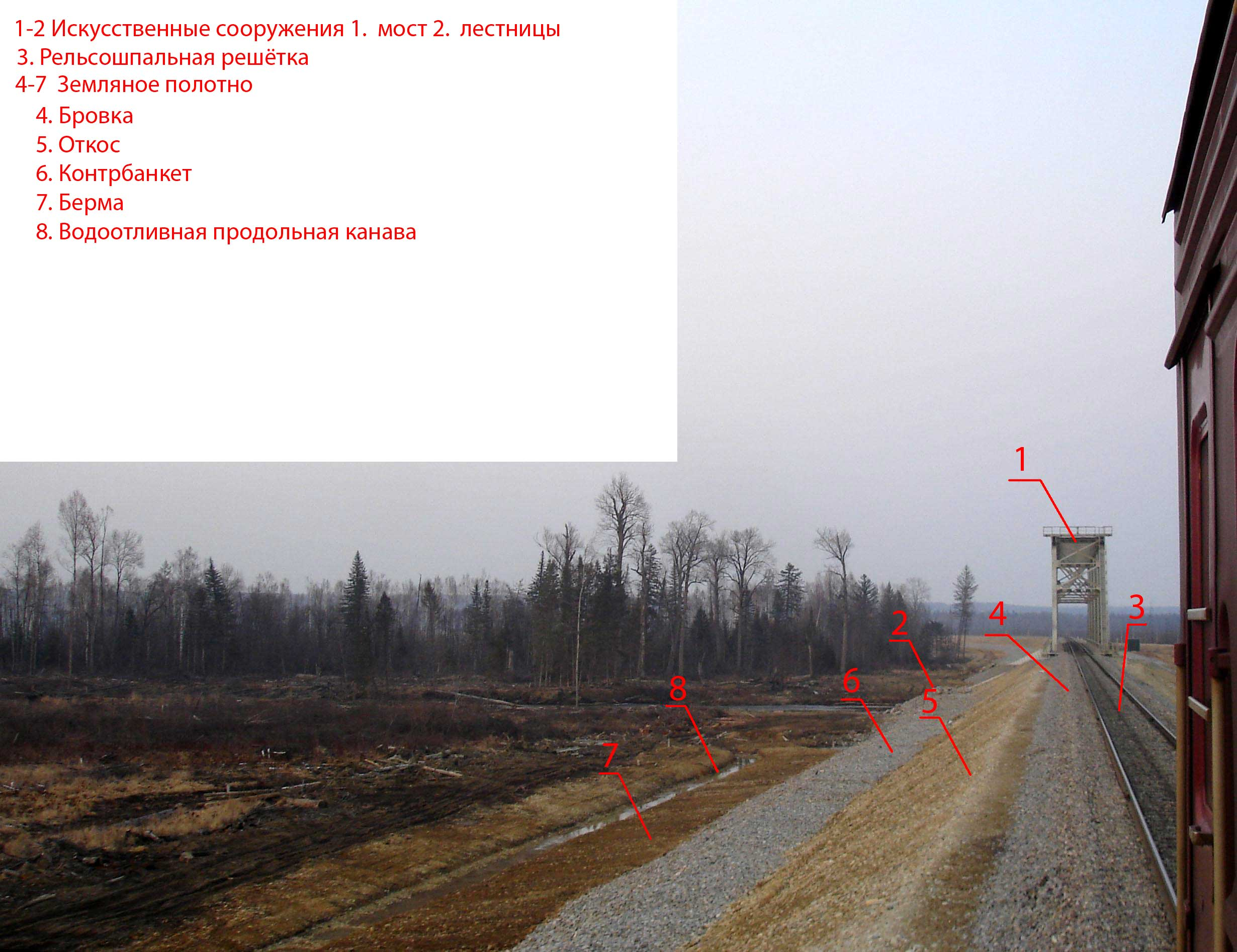
Схема строения пути

К нижнему строению относятся земляное полотно и искусственные сооружения (мосты, водопропускные трубы, путепроводы и т. д.).
К верхнему строению относятся рельсы, шпалы, рельсовые скрепления, балластный слой (балластная призма). Рельсошпальная решётка состоит из двух рельсов, уложенных и прикреплённых к поперечным балкам — шпалам. Возможно крепление на специальные плиты, выполняющие ту же функцию, что и шпалы. Шпалы или плиты обычно укладываются на балластный слой, который может быть двухслойным или однослойным. Чаще используется двухслойная балластная призма, состоящая из основного слоя — щебня твёрдых пород, и расположенной под ним песчаной или песчано-гравийной подушки. Однослойная балластная призма может быть из щебня, песчано-гравийной смеси, отходов асбестового производства, песка, ракушечника, шлака.
На мостах различаются балластная конструкция (на пролёте устраиваются специальные корыта для размещения балласта) и безбалластная — когда мостовые брусья или плиты крепятся непосредственно на мостовые конструкции.

### Ширина колеи
Расстояние между рельсами, измеряемое между внутренними гранями головок рельсов, называют шириной колеи. В разных странах принята разная ширина колеи: например, в СССР (до конца 1960-х годов) и Финляндии (до настоящего времени) — 1524 мм, в СССР с 1970 года — 1520 мм, в зарубежной Европе (за исключением Испании и Португалии) — 1435 мм, в Китае и Иране — 1435 мм, в Индии и Пакистане — 1676 мм (см. также Совмещённая колея).

### Рельсы
Стандартная длина рельса в России составляет 12,5 или 25 метров, однако в настоящее время[когда?] на межстанционных перегонах и путях станций применяют так называемый бесстыковой путь — сварные плети из рельсов, достигающие 800 и более метров в длину. На дорогах России в 2004 году в пути лежали в основном рельсы марок Р-65 (94,3 %) и Р-50 (3,5 %) (приблизительно 65 кг и 50 кг на один погонный метр рельса, соответственно), на особо грузонапряжённых линиях применяют тяжёлые марки рельсов — Р-75 (1,2 %). Практически не применяются лёгкие марки рельсов (1 %) — Р-43 и Р-38.

## Стрелочные переводы
Самый распространённый вид конструкции, служащий для разветвления и соединения отдельных железнодорожных путей и позволяющий подвижному составу переходить с одного пути на другой. Для соединения железнодорожных путей между собой используют стрелочные переводы, которые благодаря своей конструкции создают непрерывность рельсовой колеи и позволяют подвижному составу переходить с одного пути на другой. Сейчас[когда?] большинство стрелочных переводов управляется централизованно, с поста электрической централизации (ЭЦ). Ранее стрелки вручную переводились дежурными стрелочных постов по указанию лица, руководящего маневровой или поездной работой.

## Путевые работы
Поддержанием железнодорожного пути в исправном состоянии занимаются дистанции пути (ПЧ). Для строительства, ремонта и текущего содержания пути ПЧ производят различные путевые работы. Большой объём путевых работ и значительная протяжённость железнодорожных путей не позволяют эффективно проводить работы без использования путевых инструментов и путевых машин.